# Notolepis annulata
Notolepis annulata är en fiskart som beskrevs av Post, 1978. Notolepis annulata ingår i släktet Notolepis och familjen laxtobisfiskar. Inga underarter finns listade i Catalogue of Life.